# Stare Bielany metróállomás
A Stare Bielany egy metróállomás Varsóban a varsói M1-es metró vonalán.

## Szomszédos állomások
A metróállomáshoz az alábbi állomások vannak a legközelebb:
- Wawrzyszew (Młociny, M1-es metróvonal)
- Słodowiec (Kabaty, M1-es metróvonal)

## Átszállási kapcsolatok
| M1 (Młociny ↔ Kabaty) |                        |                         |
| Állomás               | Átszállási kapcsolatok | Fontosabb létesítmények |
| Stare Bielany         | 103, 197, 397          |                         |